# Crowded House
Crowded House — австралійський рок-гурт, створений у 1985 році в Мельбурні, штат Вікторія, Австралія. Його заснували новозеландець Ніл Фінн (вокаліст, гітарист, основний автор пісень) та австралійці Пол Гестер (ударні) і Нік Сеймур (бас-гітара). Згодом до складу гурту приєднався брат Фінна, Тім, який раніше грав у їхньому попередньому гурті Split Enz, а також його сини Ліам і Елрой. Іншими учасниками стали американці Марк Гарт і Метт Шеррод. Ніл Фінн і Нік Сеймур є єдиними постійними членами колективу.
Crowded House спочатку діяли з 1985 по 1996 рік, користуючись постійним комерційним в Австралії та Новій Зеландії. Гурт здобув популярність у США з дебютним альбомом, що включав хіти «Don't Dream It's Over» і «Something So Strong», які потрапили в топ-10 чартів. Подальше міжнародне визнання прийшло на початку 1990-х у Великій Британії, Європі та Південній Африці завдяки їхнім третій і четвертій платівкам (Woodface і Together Alone), а також збірнику Recurring Dream, до якого увійшли такі хіти, як   «Fall at Your Feet», «Weather with You», «Distant Sun», «Locked Out», «Instinct» і «Not the Girl You Think You Are». У червні 1993 року Ніл і Тім Фінн отримали орден Британської імперії (OBE) за внесок у музичну культуру Нової Зеландії.
Crowded House розпався в 1996 році після прощальних концертів у Мельбурні та Сіднеї. Хестер покінчила життя самогубством у 2005 році. Через рік гурт переформувався з барабанщиком Меттом Шерродом і випустив два альбоми — Time on Earth і Intriguer, обидва досягли першого місця в Австралії. У 2020 році гурт знову возз'єднався з новим складом: Ніл Фінн, Нік Сеймур, Мітчелл Фрум і сини Фінна Ліам і Елрой. Їхній останній альбом Gravity Stairs вийшов у 2024 році.
На 2021 рік було продано понад 15 мільйонів альбомів по цілому світу .  У листопаді 2016 року гурт був включений до Зали слави ARIA .

## Історія
Ніл Фінн (вокал, гітара, фортепіано) і барабанщик Пол Гестер (The Cheks, Deckchairs Overboard) раніше були учасниками новозеландського гурту Split Enz. Цей гурт частину 1975–1976 років провів в Австралії, і кілька років у Великій Британії. Ніл Фінн є молодшим братом Тіма Фінна, засновника Split Enz, який у 1990 році приєднався до Crowded House як вокаліст, гітарист і клавішник для запису альбому Woodface. Бас-гітарист Нік Сеймур (Marionettes, Bang, The Horla) є молодшим братом Марка Сеймура — співака, автора пісень і гітариста австралійської рок-групи Hunters & Collectors.

### Утворення та зміна назви (1984–1986)
Під час прощального туру Split Enz «Enz with a Bang» наприкінці 1984 року Ніл Фінн і Пол Гестер вирішили створити новий гурт. Після одного з шоу в Мельбурні басист Нік Сеймур звернувся до Фінна на вечірці та запитав, чи може спробувати себе в новій команді. Так, на початку 1985 року в Мельбурні виник гурт під назвою The Mullanes, до складу якого ввійшли Фінн, Гестер, Сеймур і гітарист Крейг Хупер з гурту The Reels. Їхній перший виступ відбувся 11 червня того ж року. Згодом гурт підписав контракт із лейблом Capitol Records, але Хупер залишив склад перед тим, як інші троє учасників переїхали до Лос-Анджелеса для запису дебютного альбому.

За вказівкою Capitol гурт змінив назву на Crowded House, що відображало їхні тісні умови проживання у невеликому будинку на Голлівудських пагорбах, який музиканти ділили під час запису дебютного альбому Crowded House. Колишній клавішник Split Enz Едді Рейнер продюсував трек «Can't Carry On» і був запрошений приєднатися до гурту. Він вирушив з ними в тур 1988 року, але не зміг залишитися на постійній основі через сімейні обов’язки.

### Ранні альбоми (1986–1990)

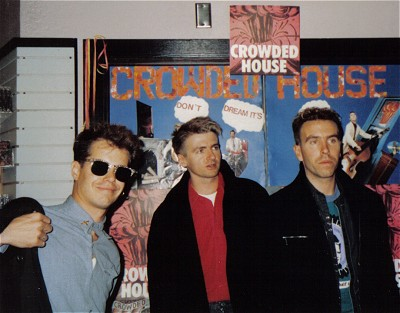
Crowded House, Сан-Франциско, Квітень 1987 року. Зліва направо: Пол Хестер, Ніл Фінн, Нік Сеймур

Завдяки зв’язкам зі Split Enz новостворений Crowded House вже мав значну фанатську базу в Австралії. Спочатку гурт виступав на фестивалях в Австралії та Новій Зеландії, а у серпні 1986 року випустив свій дебютний альбом "Crowded House". Capitol Records не одразу побачили потенціал гурту, тому спочатку надали їм мінімальне просування, змушуючи грати на невеликих майданчиках для привернення уваги. Перший сингл альбому "Mean to Me" потрапив до топ-30 австралійського музичного чарту Kent Music Report Singles Chart у червні. Хоча пісня не потрапила в чарти США, помірний американський ефір допоміг ознайомити місцевих слухачів з гуртом.
У жовтні 1986 року вийшов наступний сингл гурту, "Don't Dream It's Over", який швидко став міжнародним хітом. Він зайняв друге місце в американському чарті Billboard Hot 100 і перше місце в Канаді. Спочатку новозеландські радіостанції мало підтримували цю пісню, але після її міжнародного успіху вона піднялася на перше місце в чарті синглів Нової Зеландії та восьме місце в Австралії. Цей трек залишається найбільш комерційно успішною піснею Crowded House, що забезпечило гурту визнання на світовій сцені та закріпило їхній статус у музичній індустрії. Завдяки цьому успіху гурт зміг розширити свою аудиторію та здобути нових шанувальників по всьому світу.
У березні 1987 року на першій церемонії вручення ARIA Music Awards гурт отримав нагороди «Кращий новий талант», «Пісня року» та «Найкраще відео» за пісню "Don't Dream It's Over". Цей трек також приніс гурту премію MTV Video Music Award як найкращому новому гурту того року. Пісню часто переспівували інші виконавці, і в 1991 році вона стала хітом завдяки Полу Янгу. Вона також використовувалася в рекламі Ради з туризму Нової Зеландії у всесвітній кампанії «100% чиста Нова Зеландія» з жовтня 2005 року. У травні 2001 року "Don't Dream it's Over" посіла сьоме місце в опитуванні найкращих австралійських пісень усіх часів за версією Австралазійської асоціації виконавців.

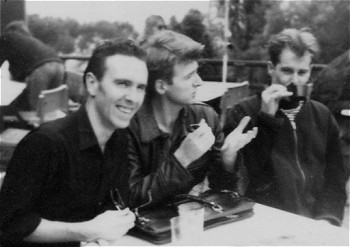
Група на поп-фестивалі в Монтре, травень 1988 року. Зліва направо: Сеймур, Фінн, Хестер

У червні 1987 року, майже через рік після випуску, альбом Crowded House нарешті посів перше місце в австралійських чартах Kent Music Report. Він також досяг третього місця в Новій Зеландії та дванадцятого в США. Наступні сингли «Don't Dream It's Over» і «Something So Strong» стали світовими хітами, увійшовши до Топ-10 у Новій Зеландії, США та Канаді. Пісні «World Where You Live» і «Now We're Getting Somewhere» також вийшли як сингли та мали успіх у чартах.
Як основний автор пісень гурту, Ніл Фінн відчував натиск, як створити другий альбом, який би відповідав успіху їхнього дебюту. Гурт жартував, що однією з потенційних назв для нового релізу була Mediocre Follow-Up. Їх другий альбом, під назвою Temple of Low Men, був випущений у липні 1988 року за підтримки Capitol Records. Хоча альбом не мав такого успіху, як їхній дебют у США, досягнувши лише 40 місця і продавши близько 200 000 копій, він став успішним в Австралії, де досяг першого місця, і в Новій Зеландії, де досяг другого місця. Перший сингл «Better Be Home Soon» досяг другого місця в чартах синглів Австралії та Нової Зеландії і потрапив у топ-50 у США, хоча наступні чотири сингли були менш успішними.
Crowded House здійснили короткий тур Австралією та Канадою, щоб просувати альбом з Едді Рейнером на клавішних. У січні 1989 року Рейнера замінив мультиінструменталіст Марк Харт, який згодом став повноправним учасником гурту. Після туру Фінн звільнив Сеймура з гурту. Музичний журналіст Ед Німмерволл стверджував, що тимчасовий від'їзд Сеймура стався через те, що Фінн звинувачував його у творчій блокаді. Однак Фінн назвав причиною «творчі відмінності». Сеймур зазначив, що через місяць він зв'язався з Фінном, і вони домовилися про його повернення до гурту.

### Між прощанням і возз'єднанням(1996–2006)

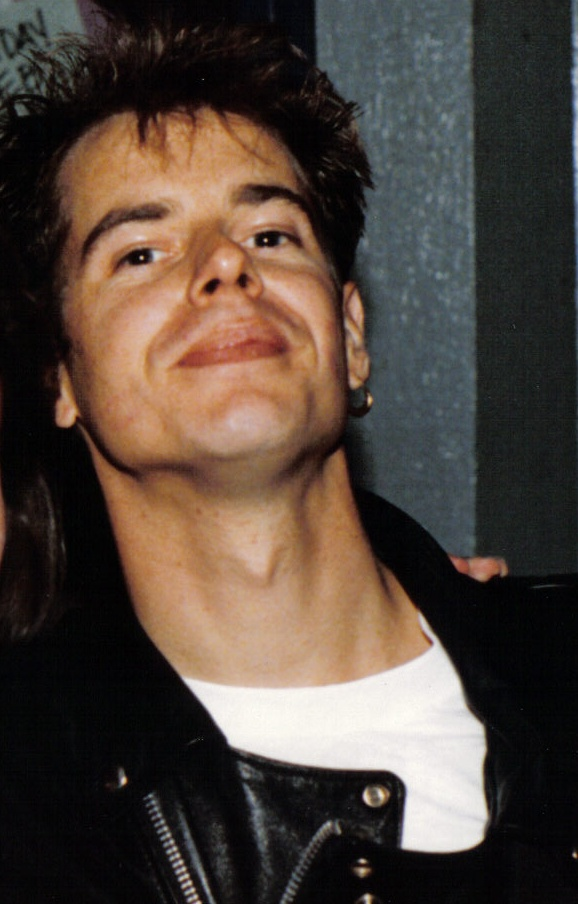
Пол Хестер (1959–2005)

Після розпаду Crowded House у 1996 році, учасники гурту зайнялися новими проектами. Ніл Фін випустив два сольних студійних альбоми: "Try Whistling This" (1998) та "One Nil" (2001), а також два живих альбоми: "Sessions at West 54th" (2000) і "7 Worlds Collide" (2001). В рамках проекту "7 Worlds Collide" він виступав разом із запрошеними музикантами, серед яких були Едді Ведер, Джонні Марр, Ед О'Брайен і Філ Селвей з Radiohead, а також Тім Фінн, Себастьян Штайнберг, Ліза Германо і гурт Betchadupa, до складу якого входив його син Ліам Фінн. У листопаді 2001 року було випущено подвійний диск і DVD із записами цих виступів.
Після того, як Тім Фінн покинув гурт у 1992 році, він відновив свою сольну кар'єру та співпрацював з Нілом Фінном над другим альбомом братів Фінн, який вийшов у 2004 році. Пол Гестер приєднався до The Finn Brothers на сцені під час їхнього шоу у Palais Theatre в Мельбурні наприкінці 2004 року для виконання трьох пісень. Того ж року Нік Сеймур також приєднався до них на сцені в Дубліні, де він проживав. У 1997 році Пітер Джонс та Нік Сеймур приєдналися до австралійського гурту Deadstar для запису їхнього другого альбому "Milk". Пізніше Сеймур працював продюсером звукозапису в Дубліні, де продюсував дебютний альбом ірландського гурту Bell X1 "Neither Am I" у 2000 році. Марк Харт знову приєднався до Supertramp наприкінці 1990-х років і пізніше гастролював із Ringo Starr & His All-Starr Band. У 2001 році він випустив свій сольний альбом "Nada Sonata".
Пол Хестер працював з дитячими аніматорами The Wiggles, виконуючи роль «Пола-кухаря». З кінця 1997 року він мав власне шоу на ABC під назвою Hessie's Shed в Австралії. Хестер створив гурт Largest Living Things, який Capitol Records відкинув на користь Crowded House. Останній раз Фінн, Хестер і Сеймур виступали разом на сцені саме на Hessie's Shed у 1998 році, де виступ було знято для реклами сольного альбому Фінна "Try Whistling This". Фінн і Хестер виконали «Not the Girl You Think You Are» з Largest Living Things, а потім до них приєднався Сеймур для «Sister Madly» і кавер-версії «Leaps and Bounds» Пола Келлі, де Келлі також брала участь у вокалі. Наприкінці 2003 року Хестер був ведучим серіалу Music Max's Sessions. Хестер і Сеймур возз'єдналися, коли обидва приєдналися до мельбурнської групи Tarmac Adam співака і автора пісень Метта О'Доннелла. Гурт випустив єдиний альбом "Handheld Torch" у 2003 році, який продюсував Сеймур.
У травні 1999 року Crowded House випустили збірку невиданих пісень під назвою Afterglow, яка включала трек "Recurring Dream", записаний, коли гурт ще називався The Mullanes і включав Крейга Хупера на гітарі. Примітки до альбому були написані музичним журналістом Девідом Хепвортом і містили інформацію про кожну пісню. Деякі обмежені видання включали другий компакт-диск із коментарями Фінна щодо написання пісень. У примітках також було зазначено, що на той момент Crowded House не планували возз'єднання. У 2003 році був випущений збірний альбом Classic Masters, але тільки в США. У 2005 році вийшов альбом She Will Have Her Way, збірка кавер-версій пісень Crowded House, Split Enz, Tim Finn і Finn Brothers, виконаних австралійськими співачками. Цей альбом увійшов до топ-5 в Австралії та Новій Зеландії.
26 березня 2005 року Пол Гестер був знайдений мертвим, повішеним на дереві в парку неподалік свого будинку в Мельбурні. Йому було 46 років. За інформацією The Sydney Morning Herald, він тривалий час боровся з депресією. Після його смерті Нік Сеймур приєднався до гурту The Finn Brothers на сцені Королівського Альберт-Холу в Лондоні, де вони виступили в пам'ять про Хестера. На сцені стояв малий барабан із циліндром як данина поваги. У 2010 році Ніл Фінн написав: "Коли ми втратили Пола, це було схоже на те, що хтось витягнув килим з-під ніг, жахливий поштовх із темного неба. Він був найкращим барабанщиком, з яким я коли-небудь грав, і протягом багатьох років моїм найближчим другом"

### Gravity Stairs(2024–Сьогодення)
У лютому 2024 року Crowded House випустили пісню «Oh Hi» зі свого восьмого альбому Gravity Stairs. Альбом вийшов 31 травня 2024 року. Вони також анонсували тур по Новій Зеландії та Австралії, який розпочнеться в листопаді того ж року.

## Стиль

### Написання пісень і музичні впливи
Як головний автор пісень гурту, Ніл Фінн завжди визначав характер їхнього звучання. Видання AllMusic зазначило, що Фінн «послідовно демонстрував свою здатність створювати високоякісні пісні, поєднуючи чарівні мелодії з ретельними ліричними деталями». Ранні роки його музичної кар'єри значною мірою визначив вплив його старшого брата Тіма, засновника Split Enz. Ніл побачив перший виступ Тіма у 1972 році й зізнався, що «цей виступ і перші пісні справили на мене незабутнє враження».

### Обкладинки альбомів, костюми та декорації
Басист Нік Сеймур, який також має талант до образотворчого мистецтва, розробив або став співавтором дизайну обкладинок альбомів гурту та сценічних декорацій. Він також створив деякі з костюмів, які носила група, включаючи ті, що були зображені на обкладинці їхнього дебютного альбому Crowded House. Сеймур співпрацював із Фінном і Хестером над декораціями для деяких їхніх ранніх музичних відео, таких як "Don't Dream It's Over" і "Better Be Home Soon". Після возз'єднання гурту Сеймур знову зайнявся дизайном обкладинок їхніх альбомів.
Більшість обкладинок для синглів гурту не були розроблені Сеймуром. Ілюстрацією для "Pineapple Head" займався Рег Момбаса з Mental As Anything. Для перших чотирьох альбомів Момбаса та Ноель Кромбі, головний дизайнер Split Enz, допомагали Сеймуру створювати декорації та костюми. Кромбі також розробив декорації для концертів Farewell to the World, а Момбаса і Сеймур створили рекламні матеріали та художнє оформлення.

## Члени

### Поточні учасники
| Зображення                                         | Ім'я         | Роки активності                                   | Інструменти                               | Участь у релізах                                                                                                |
| -------------------------------------------------- | ------------ | ------------------------------------------------- | ----------------------------------------- | --- |
| FleetMacTulsa031018-45 (44511289974) (Cropped).jpg | Ніл Фінн     | 1985–1996 2006–2011 2016 2020–сьогодення          | вокал та бек-вокал гітара клавішні ударні | Всі релізи |
| NickSeymour2007.jpg                                | Нік Сеймор   | 1985–1996 2006–2011 2016 2020–сьогодення          | басс бек-вокал клавішні                   | Всі релізи |
|                                                    | Мітчелл Фрум | 2020–present (періоди 1986, 1987–1988, 1989–1991) | клавішні                                  | Crowded House (1986) Temple of Low Men (1988) Woodface (1991) Dreamers Are Waiting (2021) Gravity Stairs (2024) |
| Liam_Finn_shot_by_Kris_Krug.jpg                    | Ліам Фінн    | 2020–present (учасник турів 2007–2008)            | гітара барабани вокал та бек-вокал        | Time on Earth (2007) Intriguer (2010) Dreamers Are Waiting (2021) Gravity Stairs (2024)                         |
|                                                    | Елрой Фінн   | 2020–present (учасник турів 2008, 2016)           | барабани бек-вокал гітара клавішні        | Time on Earth (2007) Dreamers Are Waiting (2021) Gravity Stairs (2024)                                          |

### Колишні учасники
| Зображення                                                   | Ім'я        | Роки активності                                      | Інструменти                               | Участь у релізах |
| ------------------------------------------------------------ | ----------- | ---------------------------------------------------- | ----------------------------------------- | --- |
| Paul-hester-sf-np1.jpg                                       | Пол Гестер  | 1985–1994 1996 (помер 2005)                          | барабани ударні клавішні вокал, бек-вокал | Всі релізи з Crowded House (1986) по Farewell to the World (2006)                                                                  |
|                                                              | Крейг Гупер | 1985                                                 | гітара бек-вокал                          | none |
| Tim Finn @ Sir Stewart Bovell Park (8 1 12) (6693050143).jpg | Тім Фінн    | 1990–1991 (період 1987–1988; живий гість 1996, 2016) | вокал і бек-вокал клавішні гітара         | Temple of Low Men (1988) Woodface (1991) Together Alone (1993) Farewell to the World (2006) Dreamers Are Waiting (co-write 1 song) |
| MarkHartKeys2010A.jpg                                        | Марк Гарт   | 1992–1996 2007–2011 2016 (учасник турів 1989–1992)   | клавішні гітара лап стіл бек-вокал        | Всі релізи з Woodface (1991) по Intriguer (2010)                                                                                   |
|                                                              | Пітер Джонс | 1994–1996 (помер 2012)                               | барабани                                  | Farewell to the World (2006) one track                                                                                             |
| Matt_Sherrod.jpg                                             | Метт Шеррод | 2007–2011 2016                                       | барабани ударні бек-вокал                 | Time on Earth (2007) Intriguer (2010)                                                                                              |

### Колишні музиканти на гастролях
| Зображення                                | Ім'я          | Роки активності | Інструменти                               | Відпустіть внески                                                                                    |
| ----------------------------------------- | ------------- | --------------- | ----------------------------------------- | --- |
|                                           | Гілл Сівіл    | 1986 рік        | клавішні                                  | немає                                                                                                |
|                                           | Міффі Сміт    | 1986 рік        | клавішні                                  | немає                                                                                                |
| Eddie_Rayner_and_Alastair_Riddell.jpg     | Едді Рейнер   |                 | клавішні                                  | - Crowded House (1986) співавтор і продюсер 2 треків. - Together Alone (1993) - Time on Earth (2007) |
|                                           | Майк Габб     | 1988 рік        | клавішні                                  | немає                                                                                                |
|                                           | Воллі Інграм  | 1994 рік        | барабани                                  | немає                                                                                                |
|                                           | Жюль Боуен    | 1994–1996 роки  | клавішні                                  | немає                                                                                                |
| David_Lane.jpg                            | Дейві Лейн    | 2007 рік        | гітара клавішні бек-вокал                 | немає                                                                                                |
| Don_McGlashan_in_Raglan_(cropped_mug).JPG | Дон МакГлашен | 2008 рік        | гітара клавішні М\мандолін еуфоніум вокал | - Time on Earth (2007) - Intriguer (2010)                                                            |

## Дискографія
- Crowded House[en] (1986)
- Temple of Low Men[en] (1988)
- Woodface[en] (1991)
- Together Alone[en] (1993)
- Time on Earth[en] (2007)
- Intriguer[en] (2010)
- Dreamers Are Waiting[en] (2021)
- Gravity Stairs[en] (2024)

## Нагороди
Crowded House здобули кілька національних та міжнародних нагород. В Австралії гурт виграв 13 нагород ARIA з 36 номінацій, включаючи першу нагороду "Найкращий новий талант" у 1987 році. Більшість перемог вони здобули за перші два альбоми, "Crowded House" та "Temple of Low Men". Гурт також виграв вісім нагород APRA з одинадцяти номінацій та був номінований на премію The New Zealand Silver Scroll за пісню "Don't Stop Now" у 2007 році. У 2001 році пісня "Don't Dream It's Over" була названа сьомою найкращою австралійською піснею всіх часів.
У 1987 році Crowded House виграли американську музичну нагороду MTV Video Music Award як найкращий новий виконавець завдяки пісні "Don't Dream It's Over", яка також отримала ще три номінації. У 1994 році гурт отримав титул Міжнaрoднoгo гyртy року на BRIT Awards. У 2009 році "Don't Dream It's Over" посіла п'ятдесяте місце в рейтингу Triple J Hottest 100 усіх часів за результатами голосування австралійської громадськості.
У листопаді 2016 року Crowded House були введені до Залу слави ARIA, що відзначило 30-річчя з моменту їх створення.

## Дивіться також
- Чоловіки на роботі
- Музика Австралії
- Музика Нової Зеландії
- Split Enz

## Подальше читання
- Dix, John (2005). Stranded in Paradise: New Zealand Rock and Roll, 1955 to the Modern Era (вид. Revised). Auckland, New Zealand: Penguin Books. ISBN 0-14-301953-8.
- Doole, Kerry; Twomey, Chris (1996). Crowded House: Private Universe. London, UK: Omnibus Press. ISBN 0-7119-4816-X.
- Bourke, Chris (1997). Crowded House: Something So Strong. South Melbourne, Victoria: Macmillan. ISBN 0-7329-0886-8.
- Chunn, Mike, Stranger Than Fiction: The Life and Times of Split Enz, GP Publications, 1992. ISBN 1-86956-050-7ISBN 1-86956-050-7
- Chunn, Mike, Stranger Than Fiction: The Life and Times of Split Enz, (revised, ebook edition), Hurricane Press, 2013. ISBN 978-0-9922556-3-3ISBN 978-0-9922556-3-3